# Henny Schermann

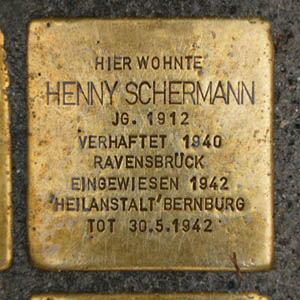
Stolperstein für Henny Schermann in der Meisengasse 6 in Frankfurt

Henny Schermann (geboren am 19. Februar 1912 in Frankfurt am Main; gestorben vermutlich zwischen Februar und April 1942 in Bernburg; amtlich am 30. Mai 1942 in Ravensbrück) war eine deutsche jüdische Verkäuferin, die im Januar 1940 wahrscheinlich wegen eines Verstoßes gegen die Namensänderungsverordnung verhaftet und im KZ Ravensbrück interniert wurde. Dort wurde sie zwei Jahre später im Zuge der Aktion 14f13 selektiert und in der Tötungsanstalt Bernburg ermordet. Da ihre Homosexualität in ihrer Lagerakte in Ravensbrück explizit erwähnt wurde, gehört Schermann zu den vergleichsweise wenigen Frauen, deren Lebensläufe in der Forschung zur Homosexualität in der Zeit des Nationalsozialismus dokumentiert sind. Seit 2010 erinnert ein Stolperstein in Frankfurt an sie.

## Frühe Jahre
Henny Schermann wurde 1912 in Frankfurt am Main geboren, ihre jüngeren Geschwister einige Jahre später. Der Familienvater Julius, von Beruf Portefeuiller, stammte ursprünglich aus der polnischen Stadt Radom, weswegen damalige amtliche Quellen Henny häufig als polnische Staatsangehörige benannten (er wurde zudem gelegentlich als russischer Emigrant bezeichnet, da Radom von 1815 bis 1917 Teil des russischen Protektorats Kongresspolen war). 1931 trennten sich die Eltern, worauf Julius zusammen mit seinem Sohn Herbert nach Paris ging, während die Mutter Selma mit ihren Töchtern in Frankfurt blieb und das elterliche Schuhgeschäft in der Innenstadt übernahm, in dem letztere als Verkäuferinnen arbeiteten.
In einigen Übersichtsartikeln existiert die Behauptung, dass Henny 1933 Mutter eines Jungen namens Walter wurde. Er kam während des Zweiten Weltkriegs bei den Großeltern väterlicherseits unter und wurde auf Antrag des nicht-jüdischen Vaters 1946 für ehelich erklärt. Tatsächlich handelte es sich bei diesem jedoch um den Sohn ihrer Schwester Regina. Nachdem Selma ihren Laden kurz nach der Machtübernahme der Nationalsozialisten aufgrund antisemitisch motivierter Boykottaufrufe schließen musste, war Henny in den darauffolgenden Jahren in anderen Geschäften im Verkauf angestellt.

## Verhaftung und Tod
Im Januar 1940 wurde Henny Schermann verhaftet und im Konzentrationslager Ravensbrück interniert. In ihrer Lagerakte waren als Haftgründe die Vermerke „politische Gefangene“ sowie „Jüdin“ angegeben. Die genauen Umstände ihrer Verhaftung konnten nie geklärt werden, allerdings lässt sich durch ein Verfahren des Frankfurter Amtsgerichts gegen Schermann der Ursprung der Vermerke herleiten. Im Juni wurde sie von diesem in Abwesenheit wegen „Vergehen gegen das Gesetz vom 17.8.1938“ zu einer Haftstrafe von zehn Tagen verurteilt. Besagtes Gesetz war die Namensänderungsverordnung, laut der deutsche Juden, die nicht bereits einen „im deutschen Volk als typisch angesehen“ jüdischen Vornamen trugen, je nach Geschlecht Israel beziehungsweise Sara als zusätzlichen Namen annehmen, bei den zuständigen Behörden anmelden, in ihre Papiere eintragen lassen und im Rechts- sowie Geschäftsverkehr verwenden mussten.
Im Oktober 1940 wurde Schermann zunächst ins Gerichtsgefängnis Prenzlau gebracht, nach einem Monat allerdings erneut nach Ravensbrück überführt. Dort wurde sie 1941 vom Mediziner Friedrich Mennecke untersucht, der sich an mehreren Krankenmorden in der Zeit des Nationalsozialismus beteiligte. Mennecke bezeichnete Schermann auf der Rückseite des Aktenfotos als „staatenlose Jüdin“ und „triebhafte Lesbierin“, die den „Namen Sara vermied“ und nur in „solchen Lokalen“ verkehrte. Mennecke selektierte Schermann schließlich für die Aktion 14f13. Im Zuge dieser sollten zunächst als arbeitsunfähig geltende KZ-Häftlinge getötet werden; später wurde dies auch auf Personen ausgeweitet, die aus antisemitischen oder politischen Gründen inhaftiert waren beziehungsweise nach Ansicht der NS-Führung zu den sogenannten Asozialen gehörten.
Schermann wurde vermutlich zwischen Februar und April 1942 neben weiteren ungefähr 1.600 Frauen in der Tötungsanstalt Bernburg mit Giftgas ermordet. Obgleich sie laut Lagerleitung am 30. Mai desselben Jahres in Ravensbrück starb, waren diese Angaben wahrscheinlich gefälscht, um die Aktion 14f13 vor der Öffentlichkeit geheim zu halten. Schermanns Bruder starb im selben Jahr im KZ Auschwitz-Birkenau an einem angeblichen plötzlichen Herztod, während der Verbleib ihrer Mutter und Schwester nach einer Zwangseinquartierung im Ghetto Litzmannstadt 1941 ungeklärt blieb. Schermanns Vater wurde 1944 von den Alliierten aus einem Gefängnis in Auxerre befreit und starb vier Jahre später in Paris.

## Gedenken
Im Frühjahr 2010 wurden auf Initiative des zum Frankfurter Verein Studienkreis Deutscher Widerstand gehörenden Frauenprojekts Fft.-Ravensbrück in der Meisengasse 6 vier Stolpersteine verlegt. Diese erinnern in der Straße, in der die Schermanns früher lebten, an das Schicksal der im Holocaust ermordeten Familienmitglieder. Im Januar 2014 war Henny Schermanns Biografie Teil der Ausstellung Rosa cenere in einer Zweigstelle der italienischen LGBT-Organisation Arcigay in Bologna. Bei dieser wurde mehrerer homosexueller Opfer der NS-Verfolgung durch Porträtzeichnungen italienischer Künstler gedacht, wobei Schermann und Annette Eick die einzigen in der Ausstellung vorgestellten Frauen waren. Zum 77. Befreiungstag des KZ Ravensbrück war im Jahr 2022 die Einweihung einer Keramikkugel in der Gedenkstätte Ravensbrück in Fürstenberg/Havel geplant. Diese sollte an in diesem Konzentrationslager inhaftierte, lesbische Frauen wie Schermann erinnern. Zur Einweihung kam es am geplanten Termin am 1. Mai jedoch nicht, da die Kugel während der Produktion zerbrach und ein Ersatz nicht mehr rechtzeitig hergestellt werden konnte. Bei der eigentlichen Gedenkveranstaltung wurde als vorübergehender Ersatz für die Kugel eine Gedenkscheibe mit der Aufschrift „In Gedenken aller lesbischer Frauen und Mädchen im Frauen-KZ Ravensbrück und Uckermark. Sie wurden verfolgt, inhaftiert, auch ermordet. Ihr seid nicht vergessen“ platziert. Im Herbst desselben Jahres ersetzte schließlich das Gedenkkugel Ravensbrück genannte Gedenkzeichen offiziell die Scheibe.

## Forschung
Schermann gehört aufgrund der Vermerke in ihrer Lagerakte in Ravensbrück zu den eher wenigen Frauen, deren Biografien in der Forschung zur Homosexualität in der Zeit des Nationalsozialismus genauer betrachtet wurden. In der deutschen Geschichtswissenschaft ist über das Schicksal lesbischer Frauen im Dritten Reich relativ wenig bekannt. Dies liegt nach Ansicht vieler auf dem Gebiet Forschender vor allem an einer vermeintlichen fehlenden Relevanz dieser Gruppe, da sie nicht strafrechtlich verfolgt wurde. Es gab auch keine eigene Haftkategorie für homosexuelle Frauen, was die Suche nach Spuren von in Konzentrationslagern inhaftierten Lesben zusätzlich erschwert.
Weibliche Homosexualität stand im Dritten Reich in der Tat nicht unter Strafe, wohingegen männliche Homosexuelle oft nach dem § 175 verurteilt und explizit aufgrund ihrer sexuellen Orientierung in Konzentrationslagern interniert wurden. Jedoch stießen Lesben wegen ihrer Sexualität auf eine breite gesellschaftliche Ablehnung, wodurch es nicht selten zu Denunziationen bei der Polizei gegen sie kam. Manche Ermittler ignorierten diese Anzeigen aufgrund der Legalität weiblicher Homosexualität. Allerdings bemerkten andere, die sich genauer mit den denunzierten Frauen auseinandersetzten, gelegentlich von diesen verübte Gesetzesverstöße, was vor allem bei „Berufsverbrecherinnen“ oder politischen Gegnerinnen des Regimes die Internierung zur Folge hatte. Einige lesbische Frauen wurden auch interniert, da sie Angehörige staatlich verfolgter Gruppen wie Jüdinnen oder Sinti und Roma waren. Zudem wurden in vielen deutschen Städten Örtlichkeiten, die zugleich Lesben als eine Art heimliche Stammlokale dienten, nach Tipps aus der Bevölkerung häufig Razzien unterzogen.
Dies deckt sich auch mit der Annahme einiger Forscher, nach der Schermann während einer Razzia in einer bei Lesben beliebten Örtlichkeit kontrolliert und aufgrund des so festgestellten Verstoßes gegen die Namensänderungsverordnung verhaftet wurde. Diese These basiert auf dem von Mennecke ausgefüllten Meldebogen über Schermann, in dem er sie indirekt als Stammgästin von Lesbenlokalen bezeichnete. Ein weiterer Grund für die Verhaftung könnte daneben ein Verstoß Schermanns gegen eine nächtliche Ausgangssperre für Juden gewesen sein, die seit Beginn des Zweiten Weltkriegs bestand.
In Schermanns Lagerakte fand sich nach Menneckes Befund die Bemerkung „lesbisch“. Zwar war diese auch in den Akten vereinzelter anderer Frauen vorhanden, jedoch nie als Hauptvermerk, sondern lediglich als eine Art geringfügiger Zusatz neben den eigentlichen, meistens antisemitischen oder politischen Gründen der Internierung. Ein Beispiel für letzteren ist die BVG-Schaffnerin Elli Smula, die sich angeblich an Zechgelagen beteiligte, bei denen es zu homosexuellen Handlungen kam. Sie wurde jedoch nicht wegen der Feiern an sich angezeigt und verhaftet, sondern weil sie durch das Fernbleiben von der Arbeit an den darauffolgenden Tagen eine Arbeitsverweigerung in einem kriegswichtigen Betrieb begangen haben soll.
Aufgrund dessen kamen einige auf dem Gebiet Forschende, beispielsweise die französischen Geschichtsdozenten Carol Mann und Régis Schlagdenhauffen, zum Schluss, dass Schermann wahrscheinlich nicht aufgrund ihrer sexuellen Orientierung, sondern aufgrund ihrer jüdischen Herkunft in Bernburg getötet wurde. Als Beleg dient hierfür, dass Schermann bei ihrer Ankunft im KZ Ravensbrück als „politische Gefangene“ sowie „Jüdin“ geführt wurde und Mennecke in seinem Befund sowohl ihre jüdische Herkunft als auch ihren Verstoß gegen die Namensänderungsverordnung erwähnte. Ein weiteres Indiz für diese Schlussfolgerung ist die Tatsache, dass in Konzentrationslagern inhaftierte lesbische Frauen nicht wie homosexuelle Männer mit dem rosa Winkel gekennzeichnet wurden, sondern die zu ihren Haftgründen passenden Häftlingsabzeichen trugen.
Dafür bemerkte Samuel Clowes Huneke, Geschichtsdozent an der George Mason University, 2021 in der Central European History, dass Schermanns jüdische Herkunft zwar in der Tat der Hauptgrund für die Selektion war. Ihre Homosexualität könnte bei letzterer jedoch eine nicht unbedeutende Nebenrolle gespielt haben, was durch Menneckes Ausführungen in seinem Befund deutlich werde. Letztlich lasse sich die Bedeutung von Schermanns Sexualität für ihre Tötung aufgrund fehlender offizieller Dokumente hierzu und des allgemeinen im Dritten Reich sehr uneinheitlichen Umgangs der Behörden mit weiblicher Homosexualität nicht bestimmen. Ein ähnliches Fazit zog bereits zehn Jahre zuvor der italienische Journalist und Schriftsteller Gian Antonio Stella. Laut ihm sei schwer abschätzbar, was genau den Ausschlag für Schermanns Selektion gab, da sich in ihrem Fall mehrere potentielle Gründe überschnitten, nämlich ihre jüdische Herkunft, ihre sexuelle Orientierung sowie ihr Aufbegehren gegen eine staatliche Verfügung.